# سيركويت سيتي
سيركويت سيتي (بالإنجليزية: Circuit City)‏ كانت شركة أمريكية لمبيعات الأجهزة الإلكترونية بالتجزئة وكانت تمتلك أكثر من 670 متجر كبير وحوالي 13 متجر آخر في مناطق مختلفة من الولايات المتحدة وبورتوريكو بالإضافة إلى 800 متجر في كندا. تم حلّ الشركة بعد إفلاسها في 2009.

## تاريخها
تأسست الشركة سنة 1949 تحت اسم (واردز كومباني) في مدينة ريتشموند بولاية فيرجينيا لكن في عام 1984 سميت الشركة سيركويت سيتي وأدرجت في بورصة نيويورك. وفي عام 1991 استحوذت الشركة على لافييت راديو وبذلك أصبحت واحدة من كبرى الشركات الأمريكية.

## الأزمة المالية العالمية 2008
أثرت الازمة المالية العالمية على قطاع البيع بالتجزئة بشكل كبير جدا وبالتالي فقد أثر سلبًا على الشركة حيث دخلت الشركة في ازمة مالية وتعرضت لخسائر حادة مما أدى إلى اقفال 155 متجر لها وفصل ما يقدر ب17% من قوتها العاملة في 3 نوفمبر 2008، وفي 7 نوفمبر من نفس السنة قررت الشركة فصل ما بين 500 إلى 800 موظف من مقرها الرئيسي.

## الانهيار والإفلاس
في 10 نوفمبر 2008 أعلنت شركة سيركويت سيتي إفلاسها ووضعها تحت قانون الإفلاس للمؤسسات (chapter 11) وذلك بسبب ما عانت منه الشركة من خسائر حادة وانهيار سعر سهمها وهبوطه بنسبة 92% من 0.23 $ إلى 0.02 $ مما أدى إلى خروجها من البورصة.